# Felix Lensing

Felix Lensing

Felix Lensing (* 30. September 1859 in Hüthum (heute: Emmerich am Rhein); † 11. Januar 1924 in Hüthum) war Landwirt und deutscher Politiker sowie Mitglied des Reichstages der Zentrumspartei. Er gehörte der römisch-katholischen Konfession an.
Nach einer schulischen und landwirtschaftlichen Ausbildung leitete Lensing als Gutsbesitzer und Ökonomierat ein Anwesen in Hüthum. Das Vorstandsmitglied des christlich orientierten Rheinischen Bauernvereins und des Landwirtschaftlichen Vereins für Rheinpreußen war zugleich Mitglied der Landwirtschaftskammer für die Rheinprovinz. Lensing gehörte aufgrund seiner Stellung während des Kaiserreichs dem Kreistag in Rees an. Seit 1903 betätigte er sich als Mitglied im Provinzialausschuss (= Vorstand) der rheinischen Zentrumspartei.
Lensing gehörte von 1919 bis 1920 für die Zentrumspartei der Weimarer Nationalversammlung an. Von 1920 bis 1923 war er Abgeordneter im Provinziallandtag der Rheinprovinz und dort 1922 stellvertretender Parlamentsvorsitzender.